# Flamand Légió

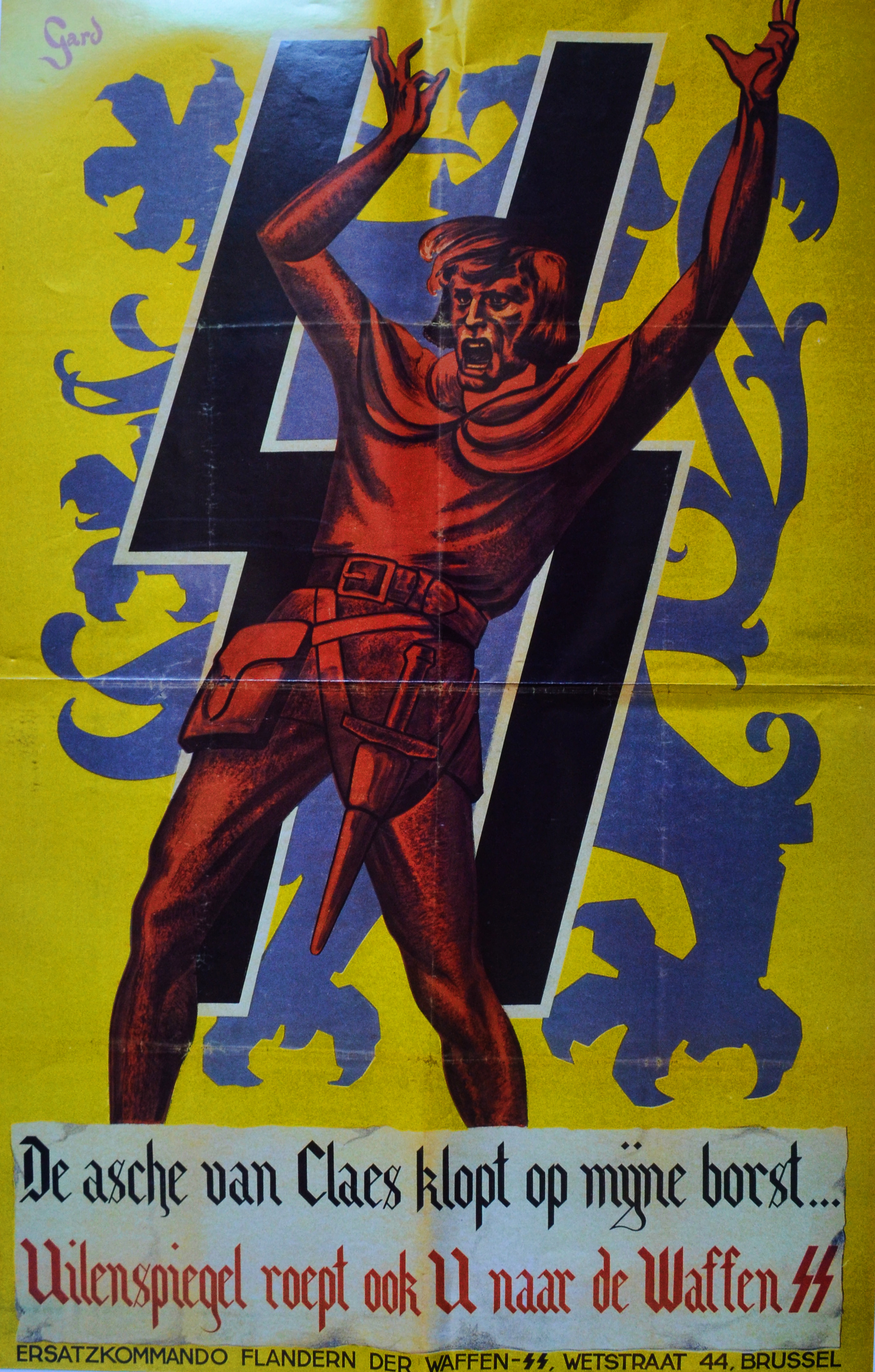
SS-propagandaplakát flamand (holland) nyelven az önkéntesek számára.

A Flamand Légió (hollandul: Vlaams Legioen, németül: Flämische Legion) a második világháború alatt, a náci Németország által megszállt Belgiumban (Flandriában) létrehozott kollaboráns katonai alakulat, amelyet sok más Nyugat-Európában toborzott egységgel egyetemben a Keleti fronton, a Szovjetunió ellen vetettek be, többnyire a Waffen-SS irányítása alatt.
A légiót 1941 júliusában hozták létre a Flamand Nemzeti Liga (Vlaamsch Nationaal Verbond) közreműködésével, amely 1940 májusa óta szorosan együttműködött a németekkel. Az önkénteseket a liga már hónapokkal a Szovjetunió elleni háború (a Barbarossa hadművelet) megkezdése előtt toborozni kezdte, mivel propagandájuk szerint ez lett volna a jövőben létrehozandó független Flandria hadseregének magja. Az egység hivatalosan az SS Önkéntes Flandriai Légió nevet kapta, amely igen aktív részvételt tanúsított az oroszok ellen vívott harcokban, de súlyos veszteségeket is szenvedett, különösen Leningrád ostrománál. A háborút csak nagyon-nagyon kevesen élték túl a résztvevő önkéntesek közül.
1943 májusában a légiót feloszlatták, átszervezték és egy SS-rohamdandár részeként folytatta tovább a harcot a nácik oldalán. 1943 októberében mintegy 200 flamand katona tagadta meg az engedelmességet, ezért őket különböző egységekbe (többek között büntetőegységekbe) osztották szét. Ezután is még többször át kellett szervezni az alakulatot és 1944 szeptemberében hivatalosan hadosztályi minősítést kapott, noha létszáma alig 2000 fő körül volt. Magában a légióban megszűnéséig 7-8 ezer ember szolgált.
Fennállása alatt Oroszországban, Ukrajnában, Észtországban és Pomerániában is harcolt. Végül Mecklenburgban kapitulált a Vörös Hadsereg előtt.

## Előzmények
Belgiumban a háborút megelőzően is több autoriter és antidemokratikus nézetek képviselő német-szimpatizáns párt létezett. Flandriában a népes táborra szert tevő Flamand Nemzeti Liga 1933-ban jött létre. Gyökerei a 19. századi flamand nemzeti mozgalomig mennek vissza, amely a francia nyelvű vallonok hatalomban, kultúrában és egyéb más területen képviselt túlsúlyával szemben jött létre. A mozgalom az első világháborút követően kezdett radikálisabbá válni, s eleinte Flandria jövőjét az ún. Nagy-Hollandiá-ban (a szomszédos Hollandia részeként) képzelte el.
Mivel a Liga kötődött a valláshoz (elsősorban a katolicizmushoz), ezért kezdetben bizalmatlanul fogadta a nemzetiszocializmust, amelyet antiklerikálisnak tartott, noha más tekintettben erősen befolyásolták a fasizmus eszméi. A Liga népszerűségének fokozódó növekedését mutatja, hogy az 1939-es belgiumi választásokon a szavazatok 15%-át kapta.
Belgium 1940. május 28-án kapitulált a Wehrmacht előtt és az ország német katonai közigazgatása alá került. A németek az ország megosztása végett elkezdték flamenpolitik (flamand politika) módszerét bevezetni, amelynek keretében sokkal nagyobb előnyhöz juttatták a holland nyelvű flamandokat a megszállt országon belül a vallonokhoz képest. Ennek része volt az is, hogy a flamand nemzetiségű hadifoglyokat jóval hamarabb elengedték. A Flamand Nemzeti Liga annak reményében, hogy egész Flandriára kiterjesztheti a befolyását, együttműködést vállalt a németekkel, így ideológiai álláspontját is megváltoztatta, hogy jobban összeegyeztethetőbb legyen a nácik eszméivel. Bízva abban, hogy ezúttal Flandriának jut majd túlsúly Belgiumon belül, a korábbi elszakadási törekvéseket is felfüggesztette a párt.
A Liga túlzott törekvései azonban elégedetlenséget szültek más flamand kollaboráns csoportoknál, mint a Algemeene-SS Vlaanderen és a DeVlag, amelyek jóval korábban magukévá tették a nácizmus eszméit, utóbbi ráadásul már a megszállás előtt kifejezetten német-párti volt.

## Toborzás
Az Algemeene-SS már 1940 szeptemberében bejelentette, hogy önkénteseket toboroz az SS részére. Erre más kollaboráns flamand csoportok is toborzásba kezdtek, mellyel egyfajta versenyfutás kezdődött. A Liga viszont eleinte vonakodott kivenni a részét a toborzásból, mivel nem akarta elveszíteni az ellenőrzést saját önkéntesei felett.
A flamand kollaboránsok céljait meghatározta a „közös faj” tudata, miután a németek velük rokon etnikumú és nyelvű (germán) nép, ezért fontos volt, hogy ne pusztán a német hadsereghez, hanem a Waffen-SS-hez tartozzanak. Végül a Liga is beadta a derekát és a párt egymaga 500-800 önkéntest toborzott, amelyek között nemcsak flamandok, de hollandok is akadtak a szomszédos Hollandiából. Az önkéntesek a SS-Freiwilligen Standarte Nordwest egységbe lettek tömörítve, ugyanakkor a német hatóságoktól azt az ígéretet kapták, hogy nem lesznek bevetve a fronton.
Belga és holland történészek szerint a csatlakozást különböző motivációk vezérelték a flamand jelentkezők részéről: az egyik fő szempont, amely elsősorban a fiatalokat vonzotta, a németek látszólagos legyőzhetetlenségének illúziója, miután látványos sikereket értek el ellenségeikkel szemben. Voltak fiatalok azonban, akiket a merő kalandvágy vonzott. Nagyon sokan viszont anyagi megfontolásból léptek be harcolni, mivel ezidőtájt Flandriát komoly munkanélküliség sújtotta és az esetleges katonáskodásból származó zsold jelenthette egyeseknek a megélhetést vagy családjuk fenntartását. Ugyancsak meghatározó szerepet játszott a flamand nacionalizmus, miután a flamandok Belgiumon belül hátrányt szenvedtek. A szélsőséges szemléletű flamand egyének, akik az olyan pártok és szervezetek alá tartoztak, mint a Liga vagy a DeVlag, szerepet akartak játszani Flandria igazgatásában (egyeduralomra törekedtek). Emögött volt továbbá egy olyan aspektus is, hogy a flamandok részt vehetnek majd a németek uralta Európa fejlődésében. Végül, de talán nem utolsó sorban, a kommunistaellenesség is szerepet játszott az önkéntes katonai szolgálatban.

## Szervezete
A Barbarossa hadművelet megindulása előtt a Wehrmacht erőteljes toborzási kampányt folytatott Nyugat-Európában, ennek részeként dán, norvég, holland és francia egységek is szerveződtek, hogy részt vegyenek a bolsevizmus elleni háborúban (lásd: Dán Szabadcsapatok, Norvég Légió, Francia Önkéntes Légió, stb.), továbbá Francisco Franco spanyol diktátor elküldte Hitler számára a Kék Hadosztályt. Himmler maga is nagy lehetőséget látott olyan megszállt országokban, mint Dánia, Norvégia és Hollandia, ahol a germán fajra történő hivatkozással önkénteseket toborozhatott a német hadsereg.
A Liga, amely 1941. július 8-án jelentette be, hogy légiót hoz létre a szovjetek elleni háborúra, propagandájában arra hivatkozott, hogy ez első lépése az önálló flamand hadsereg megteremtésének. Több önkéntes a belga hadseregből igazolt át. A Liga azzal győzködte a jelentkezőket, hogy flamand tisztek irányítása alatt lesznek, továbbá a hadseregtől átlépett tisztek megőrizhetik rangjukat is. Július és augusztus között 560 önkéntest sikerült toborozni, melynek többsége a Liga aktív tagja volt. A vallon kollaboráns Rexista Párt, amely nem kívánt együttműködni a flamandokkal, a toborzások hatására saját Vallon Légió felállítását kezdte meg, nehogy közösen kelljen harcolniuk a Ligával egy esetleges Belga Légió-n belül.
Miután az önkéntesek készen álltak, 1941 augusztusában a dél-lengyelországi Dębicába szállították őket, nem messze a szlovák és az akkori magyar határtól. Az egység soraiban rögvest elégedetlenség ütötte fel a fejét, amikor az önkéntesek megtudták, hogy nem a saját tisztjeik, hanem kizárólag a németek fogják irányítani őket, ugyanakkor más ígéretek sem lesznek betartva, amiket a toborzási kampány során tettek nekik. A németek annyira szigorú fegyelmezésnek vetették alá a flamandokat, hogy az a legtöbb esetben egyenlő volt a megalázással, ez pedig ellentétben állt azzal az ideológiával, hogy a flamandok a németekkel egyenrangúak lennének.
Az egység már ekkor megtagadta, hogy a Waffen-SS kötelékébe kerüljön, ehelyett saját zászló és címer alatt a Holland Önkéntes Légióhoz csatlakozott, de a valóságban ez nem jelentett semmit, hisz a német parancsnokok egyszerűen figyelmen kívül hagyták. A Liga nem mert erélyesebben tiltakozni, féltette ugyanis saját hatalmi pozícióit.
A légió ráadásul nem volt elemi része a Waffen-SS-nek, gyengébben is volt felszerelve és nem használt megkülönböztetett egyenruhát sem, ami miatt könnyen összekeverhető volt egy flamand önkéntes egy átlagos SS katonával.

## Hadműveletei tevékenységei

Az 1943-es átszervezés után használt jelvény.

A Légió 1941 novemberétől részt vett Leningrád ostromában (létszáma eddigre már 1100 főre rúgott), ahol a 2. SS gyalogsági hadosztály alatt harcolt, gyakran rendkívül mostoha időjárási körülmények között.
Mivel a németek kezdetben nem bíztak a kislétszámú önkéntes alakulatokban, ezért a Flamand Légiót először a partizánok elleni küzdelemben használták. A partizánok elleni harc nem volt eredményes és veszteségekkel járt, ezért az első, kezdeti harcok után rövid időre Lettországba vonult át a légió.
1942 januárjában a flamandok a szovjetek nagyszabású ellenoffenzívája idején a Volhov folyónál küzdöttek, míg tőlük északra a spanyol Kék Hadosztály harcolt. Az összecsapásokban sok flamand önkéntes elesett. A spanyol és nem utolsósorban flamand ellenállás makacssága viszont sokat javított a németek hadihelyzetén, akik így erősítést vihettek a veszélyeztetett szakaszra. A halottak között volt az egyik tiszt, Reimond Tollenaere, aki ráadásul nem ellenséges, hanem baráti tűz következtében lelte halálát (a bunkerét találta el véletlenül a Kék Hadosztály tüzérsége, de ezt a tényt az otthoni propaganda gondosan elfedte). A Légiót ekkor egy német tiszt, Michael Lippert vezette, aki rendkívül népszerűtlen volt a flamand önkéntesek körében. Miután 1942 áprilisában megsebesült, helyére egy másik német tiszt, Conrad Schellong került a parancsnoki pozícióba, aki korábban szolgált az SS Wiking hadosztályban.
Hathónapnyi kínkeserves harcok után, amelyben a flamandok és a spanyolok sikeresen felszámolták a szovjet ellenállást a rájuk bízott területen, a Légiót visszavonták 1942 júniusában, minthogy állományának 90%-a odaveszett. Augusztusban a flamandok visszatértek a Leningrád környéki frontra harcolni. 1943. január 12-én a Vörös Hadsereg elindította második kísérletét a Leningrád környéki ostromgyűrű gyengítésére. Február 10-én a szovjet 55. hadsereg megtámadta a spanyol Kék Hadosztály pozícióit, hogy megpróbálja megtisztítani a Leningrád és Moszkva közötti utat. Krasznij Bor közelében a spanyoloknak három, túlerőben levő szovjet hadosztály ellen kellett harcolniuk, de sikerült kitartani velük szemben. Hat héttel később a Vörös Hadsereg ismét ellentámadásba kezdett, mire a németek a Flamand Légiót küldték a spanyolok megsegítésére és az orosz áttörést megakadályozására. Bár a flamandok kitartottak, a csata végén csak 50 katonájuk maradt. 1943. április 14-én a légiót visszaküldték Lengyelországba átszervezés céljából.
1943 májusában megtörtént a Légió átszervezése, amelyet összevontak más kollaboráns frakciók által szervezett önkéntes flamand alakulatokkal és egyéb önkéntesekkel (az SS-nek történetesen Antwerpenben is volt saját toborzóirodája). Ezt a viszonylag már nagy létszámú erőt a Himmler közvetlen parancsára szervezett SS-Sturmbrigade Langemarck hadosztály alá osztották be, ami már sok volt a flamandoknak, ezért többen megtagadták a hűségeskü letételét az SS-nek. A vita odáig fajult, hogy közel 200 flamandot osztottak be más alakulatokhoz vagy küldtek büntetőegységekbe (ún. Strafbataillon-okba). A Flamand Nemzeti Liga elnöke, Hendrik Elias ezek után bejelentette, hogy pártja nem toboroz több önkéntest a Wehrmacht részére, ennek ellenére még viszonylag sok flamand akadt, aki önszántából jelentkezett katonai szolgálatra, így a légió némiképp juthatott utánpótláshoz majdnem a háború végéig.
1943-ra már vagy kétezer flamand szolgált a németek alatt, köztük első világháborút megjárt veteránok is. Az új SS hadosztályban több tisztán flamand századot és zászlóaljat tudtak a németek szervezni, amelyeknek saját ütegjeik is voltak.
1943 decemberétől a flamand önkéntesek immár szervezett és viszonylag motivált alakulatai Ukrajnában, Kijev és Zsitomir közötti régióban harcoltak a Dél Hadseregcsoport mellett. 1944 januárjában a szovjetek Zsitomirnál bekerítették a flamandokat, akik súlyos veszteségek árán, de kiküzdötték magukat a katlanból. A harcban odaveszett felszerelésük és járműveik jelentős része. Márciusra a létszámuk 400 főre csökkent, majd visszarendelték őket a Csehországban levő Milowitzra (ma Milovice).
A csehországi főhadiszálláson újonnan érkezett flamand önkéntesekkel 1700 főre bővült a megtépázott egység 1944. július 19-én Wilhelm Rehmann parancsnoksága alá került, majd Észtországba irányították őket, a Narva melletti frontra, a 3. SS páncéloshadtest kötelékébe. Itt a flamandok az ún. Árvaházi dombot védték a város mögött, s mellettük harcoltak még a vallon önkéntesek is.
A következő hónapokban az egység hátrált Kúrföldig, miközben folyamatosan harcolt az előre törő Vörös Hadsereggel. 1944 szeptemberében sikerült evakuálni és Swinemündébe szállítani őket. Németországba térve aztán ismét személyi utánpótláshoz jutottak, mivel Belgiumból (amit időközben felszabadítottak a nyugati szövetségesek) több belga kollaboráns Németországba menekült és beállt a légióba. 1944. október 18-án a flamandokat beosztották Vallon SS alá.
Utolsó harcait a 27. SS Önkéntes Gránátos Hadosztály részeként vívta a légió az Odera alsó folyásánál Stettin közelében. Bár az újonnan érkező önkéntesek utánpótlást jelentettek az egység számára, kiképzésük időigényes volt, ezért aktívan csak 1945. január 1-én vethették be őket csatákban. Az egység utolsó parancsnoka ekkoriban Thomas Müller volt.
A kezdetben még sikeres hadműveletek követően mind a flamand légió, mind a németek visszavonulni kényszerültek a heves szovjet ellentámadások miatt Stettin és Stargard környékére, mivel fennállt a veszélye a teljes bekerítésnek. Márciusban az Oderától keletre fekvő fronton vették fel védelmi pozícióikat, mígnem a veszteségek hatására egyre csak zsugorodott az egység, ezért a német parancsnokok további átszervezést végeztek. Március 19-én a flamandok kénytelenek voltak az Odera mögé vonulni Mecklenburgba. Az egység 1945. május 8-án megadta magát.